# برنارد رابینسون (بازیکن فوتبال)
برنارد رابینسون (انگلیسی: Bernard Robinson; ۵ دسامبر ۱۹۱۱ – ۲۹ نوامبر ۲۰۰۴) بازیکن فوتبال اهل بریتانیا بود.
از باشگاه‌هایی که در آن بازی کرده‌است می‌توان به باشگاه فوتبال نوریچ سیتی اشاره کرد.